# Knut Olav Åmås
Knut Olav Åmås (19 de janeiro de 1968) é um escritor norueguês.